# 弗雷迪·蒙特羅
弗雷迪·蒙特羅（英語：Fredy Montero，1987年7月26日—），是一名哥倫比亞職業足球運動員，司職前鋒，目前效力於美國職業足球大聯盟（MLS）的西雅圖海灣者。

## 外部連結
- 官方网站
- FredyMontero （页面存档备份，存于） at Seattle Sounders FC
- 弗雷迪·蒙特羅在 National-Football-Teams.com 上的出场纪录
- Soccerway資料庫：弗雷迪·蒙特羅